# Oxandra laurifolia
Oxandra laurifolia là loài thực vật có hoa thuộc họ Na. Loài này được (Sw.) A. Rich. mô tả khoa học đầu tiên năm 1845.